# Ка (фараон)
Ка або Сехен — давньоєгипетський додинастичний фараон.

## Життєпис
Його ім'я перекладається як «Двійник» або «Харчування», за іншими джерелами — «Бик». Пам'ятники з його іменем були знайдені у царських некрополях в Абідосі й у Тархані. Написи чорнилами на циліндричних вазах з його погребального комплексу означають продукти оподаткування царським казначейством Верхнього та Нижнього Єгипту. Такі написи надають свідчення для раннього поділу Єгипту на дві половини з адміністративною метою. В Умм ель-Кааб міститься його гробниця під номером B7-B9.
За правління Ka почали розвиватись перші державні установи. Численні глиняні посудини, датовані часом його правління, свідчать про розвиток торгівлі. Імовірно за Ка єгиптяни почали будувати перші зрошувальні штучні канали.

## Пам'ятники правління
- 1 — 41 пам'ятники знайдені в Абідосі, Умм ель-Кааб, у гробнице В7, Фліндерс Пітрі. Зберігаються в музеях: Ашмола (Оксфорд), ВМ, Бристоля, Глазго, Кембриджа, Берліна, ММА, UCL, Единбурга, Брюсселя й Манчестера;
- 42 пам'ятник знайдений в Абідосі, Умм ель-Кааб, у гробниці В 11. Знайдений Пітрі;
- 43 пам'ятник знайдений в Абідосі, Умм ель-Кааб, на схід від гробниць B7/B9. Зберігається в Абідосі. Знайдений німецькою експедицією 1982 року;
- 44 пам'ятник, Абідос, Умм ель-Кааб, у гробниці В 15. Знайдений Пітрі;
- 45 пам'ятник, Абідос, Умм ель-Кааб, у гробниці В 19 та спуску між гробницями В 7/В10. Знайдений німецькою експедицією 1982 року;
- 46 пам'ятник, Абідос, Умм ель-Кааб, невідомо. Знайдений Пітрі;
- 47 пам'ятник, Кафр-Тархан, у гробниці 261. Знайдений Пітрі, Вейнрайтом, Гардінером;
- 48 — 49 пам'ятники, Хелуан, у гробницях 1627 Н 2 і 1651 Н 2. Автори знахідок Саад, Гелван (1941–1945);
- 50 пам'ятник невідомого походження зберігається у колекції Kofler-Truniger;
- 51 пам'ятник, Східна дельта, Телль Абрахім-Авад;
- 52 пам'ятник, Східна дельта, Телль Хассан-Давуд, гробниця 1008;
- 53 пам'ятник, Абідос, Умм ель-Кааб (?);
- 54 пам'ятник, Абідос, Умм ель-Кааб, у гробниці U-j/8. Зберігається в Абідосі;
- 55 пам'ятник, Абідос, Умм ель-Кааб, у гробниці В 1. Зберігається в Абідосі;
- 56 пам'ятник, Абідос, Умм ель-Кааб, у гробниці В 2. Зберігається в Абідосі;
- 57 пам'ятник, Абідос, Умм ель-Кааб (?);
- 58 пам'ятник, Ізраїль, Тель-Лод.

## См.також
- Список керівників держав 4 тисячоліття до н.е.